# Máfia de branco
A expressão "Máfia de Branco" trata-se de uma metafóra usada para descrever as ações criminosas perpetradas por profissionais de saúde. Assim como a máfia tradicional, que opera nas sombras, essa "Máfia de Branco" se aproveitaria da confiança depositada em médicos, enfermeiros, farmacêuticos e outros profissionais para cometer crimes que prejudicam tanto os pacientes quanto o sistema de saúde como um todo. Os profissionais de saúde têm um papel fundamental na sociedade, visando promover a saúde e salvar vidas. No entanto, quando essa posição de confiança é explorada para ganhos financeiros ilícitos, o impacto pode ser devastador.    
O termo "Máfia de Branco" sugere uma traição dos princípios éticos e morais associados à medicina. Assim como na máfia tradicional, onde a lealdade e a confiança são exploradas para fins criminosos, a "Máfia de Branco" explora a confiança depositada nos cuidados de saúde para obter vantagens financeiras, negligenciando o bem-estar dos pacientes e comprometendo a integridade do sistema de saúde. É importante ressaltar que essa descrição é baseada na interpretação do termo "Máfia de Branco" dentro do contexto da máfia e das práticas criminosas relacionadas à área da saúde.  

## "Bisturi, la mafia bianca" (1973) de Luigi Zampa

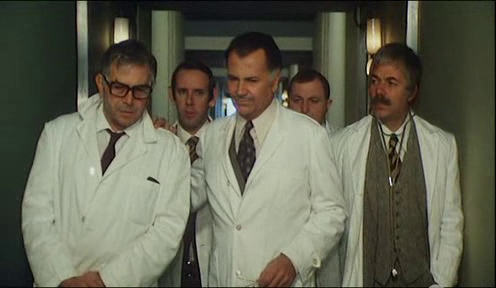
Cena do filme "Bisturi, la mafia bianca" (1973)

"Bisturi, la mafia bianca" (1973), também conhecido como "The Professor" em inglês, é um filme dirigido por Luigi Zampa, que aborda o tema da "máfia de branco" e escândalos médicos na Itália. O filme é um exemplo notável de como o cinema pode explorar questões sociais e éticas por meio de narrativas dramáticas. 
O filme segue a história do Dr. Bianca (interpretado por Marcello Mastroianni), um médico italiano renomado que trabalha em um hospital público. Ele fica chocado ao descobrir que muitos dos seus colegas médicos estão envolvidos em práticas antiéticas, explorando pacientes e desviando recursos da saúde pública para fins pessoais. O Dr. Bianca decide enfrentar a corrupção e a exploração dentro do sistema de saúde. Ele se torna um defensor dos direitos dos pacientes e luta contra a "máfia de branco", uma referência ao abuso de poder e influência por parte dos profissionais de saúde para obter ganhos financeiros ilícitos. O filme acompanha sua jornada em busca de justiça e ética médica. 
O filme é uma notável crítica e contundente ao sistema de saúde italiano e à exploração que ocorre sob o pretexto de cuidados médicos. O filme destaca como a "máfia de branco" pode prejudicar pacientes vulneráveis e minar a confiança na classe médica. Além disso, ele levanta questões sobre a ética médica, a responsabilidade dos profissionais de saúde e a necessidade de uma reforma no sistema de saúde. 
O filme foi lançado em uma época em que a Itália enfrentava escândalos médicos reais e discussões sobre corrupção no sistema de saúde. Luigi Zampa, conhecido por abordar temas sociais em suas obras, trouxe à luz essas questões através de sua narrativa cinematográfica, destacando o poder do cinema como uma ferramenta para examinar problemas sociais prementes. O filme é um lembrete do papel que o cinema desempenha ao provocar discussões e reflexões sobre questões sociais relevantes, ao mesmo tempo em que fornece entretenimento e narrativas cativantes. 

## Ética na saúde
A metáfora descreve práticas antiéticas e ilegais dentro da área da medicina, nas quais profissionais da saúde exploram sua posição de confiança para ganhos financeiros ilícitos. Essa analogia sugere uma traição dos princípios éticos que regem a prática médica e ressalta a gravidade dos atos envolvidos. 
A ética médica e a deontologia, que é o estudo dos deveres morais e éticos de um profissional, são fundamentais para garantir a qualidade dos cuidados de saúde e a integridade da relação médico-paciente. A relação médico-paciente é construída com base na confiança, e os pacientes confiam que os profissionais de saúde atuarão no melhor interesse de sua saúde e bem-estar.  
O desempenho profissional não pode contradizer os princípios éticos fundamentais . Quando médicos, enfermeiros, farmacêuticos e outros profissionais de saúde se envolvem em atividades como prescrições fraudulentas, cobranças exageradas ou venda de medicamentos falsificados, eles comprometem a confiança e colocam em risco a segurança dos pacientes. Essas ações não apenas prejudicam os pacientes individualmente, mas também minam a confiança pública no sistema de saúde como um todo.   
A deontologia médica estabelece diretrizes claras para o comportamento ético dos profissionais de saúde. O Código de Ética Médica, por exemplo, reforça a importância da integridade, da honestidade, do respeito à autonomia do paciente e da promoção do bem-estar do paciente como prioridades. A "máfia branca" contradiz esses princípios e valores, demonstrando uma clara falta de respeito pelo juramento de Hipócrates e pela missão fundamental da medicina.    
Em um campo onde a confiança é essencial, destaca-se a necessidade contínua de vigilância, regulamentação e educação ética para profissionais de saúde. A aplicação rigorosa dos princípios éticos é fundamental para manter a integridade da medicina e para garantir que os pacientes recebam cuidados seguros e eficazes, livres de interesses financeiros e ganhos ilícitos.    

## Influência social
O poder e a influência da classe médica e do sistema de saúde na sociedade são inegáveis e desempenham um papel crucial na promoção do bem-estar e na manutenção da saúde da população. No entanto, assim como qualquer concentração de poder, há um potencial para abuso e exploração, o que pode ser relacionado ao conceito de "máfia de branco".  
A classe médica e os profissionais de saúde possuem um conhecimento especializado e um status social que lhes conferem uma autoridade única na vida das pessoas. Essa autoridade é baseada na confiança depositada pelos pacientes, que muitas vezes dependem dos médicos para obter diagnósticos precisos, tratamentos eficazes e orientações de saúde. A influência da classe médica se estende não apenas aos pacientes individuais, mas também à formulação de políticas de saúde, diretrizes clínicas e decisões relacionadas à saúde pública. No entanto, a influência e o poder da classe médica também podem ser explorados de maneira negativa, refletindo o conceito de "máfia de branco". Assim como a máfia tradicional, em que a confiança e a lealdade são muitas vezes manipuladas para fins criminosos, alguns profissionais de saúde podem usar sua posição privilegiada para ganhos financeiros ilícitos ou para contornar éticas e regulamentações médicas.  
Michel Foucault, um filósofo e teórico social francês do século XX, trouxe à tona a complexa dinâmica do poder e sua manifestação em várias instituições sociais. A noção de poder da classe médica pode ser analisada à luz das ideias de Foucault sobre o poder e a disciplina, especialmente em contextos como o sistema de saúde. Foucault enfatizou que o poder não é apenas uma entidade que se detém, mas uma relação complexa que permeia todas as esferas da sociedade. Ele desenvolveu o conceito de "biopoder" para descrever o controle exercido pelas instituições sociais sobre os corpos e as vidas das pessoas, visando regular a saúde, a reprodução e outros aspectos biológicos. 
Ao examinar o poder da classe médica, podemos relacionar suas observações com a "máfia de branco", ou seja, práticas antiéticas e exploração dentro da área da saúde. A influência dos médicos e profissionais de saúde é profundamente enraizada na relação de confiança que eles estabelecem com os pacientes, refletindo o que Foucault chamou de "poder disciplinar". 

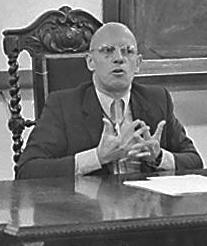
Foucault discute questões como biopoder e medicalização

Nesse contexto, a classe médica exerce poder disciplinar ao:  Normalizar Comportamentos de Saúde (Os médicos têm a capacidade de determinar o que é considerado "normal" em termos de saúde e comportamentos saudáveis. Isso pode levar à criação de normas que podem ser exploradas por práticas antiéticas, como a prescrição desnecessária de medicamentos ou procedimentos); Controlar o Acesso ao Conhecimento Médico (A classe médica detém conhecimentos especializados em medicina e saúde, o que lhes confere autoridade sobre diagnósticos e tratamentos. Essa autoridade pode ser mal utilizada para promover práticas que não beneficiam o paciente, mas sim a própria classe médica financeiramente) ; Influenciar Políticas de Saúde e Regulamentações (Profissionais médicos têm voz significativa na formulação de políticas de saúde e regulamentações médicas. Essa influência pode ser usada para moldar o ambiente regulatório em benefício próprio ou para explorar lacunas em regulamentações). 
A abordagem de Foucault nos lembra que o poder é uma força em constante evolução, moldada pelas instituições e relações sociais. No entanto, também ressalta a importância da vigilância crítica e do escrutínio da classe médica para garantir que o poder seja exercido de maneira ética e em prol do bem-estar dos pacientes. Em um sistema de saúde ideal, a classe médica deve trabalhar em parceria com os pacientes e a sociedade, utilizando sua autoridade para promover a saúde e não para explorar vulnerabilidades.  

## Influência da indústria farmacêutica

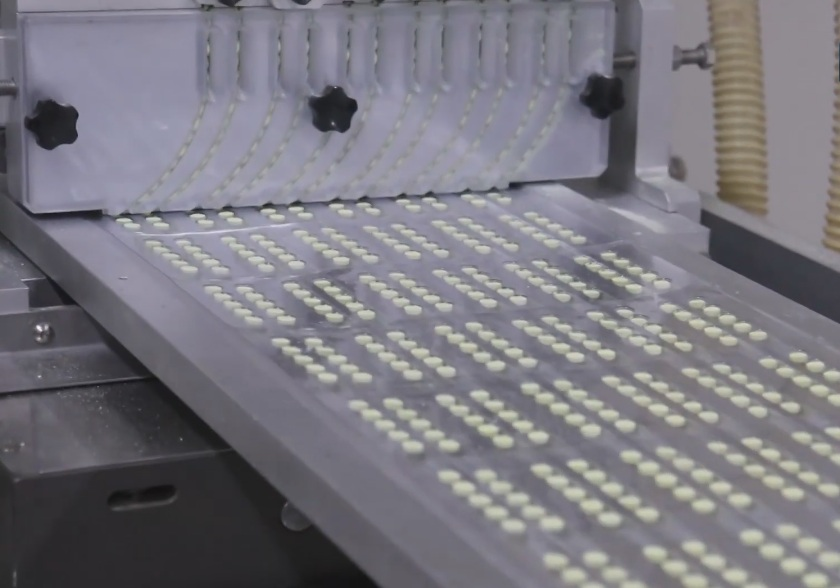
O poder da indústria farmacêutica é um tema controverso

A indústria farmacêutica desfruta de um poder significativo que abrange desde a pesquisa e desenvolvimento de medicamentos até sua promoção, distribuição e impacto na saúde pública. Esse poder tem consequências profundas na saúde, na economia e na sociedade em geral, mas também gera debates sobre ética, transparência e regulação. Combinando inovação científica com interesses comerciais, a indústria farmacêutica molda muitos aspectos da medicina moderna.   
A indústria farmacêutica é uma das principais impulsionadoras da inovação científica em medicina. Investe bilhões de dólares em pesquisa e desenvolvimento de medicamentos para tratar uma variedade de condições médicas, desde doenças crônicas até doenças raras. Esses esforços levaram a avanços significativos na saúde e no prolongamento da expectativa de vida.  A indústria farmacêutica possui um poderoso lobby político, capaz de influenciar políticas de saúde, regulamentações e leis relacionadas a medicamentos. Esse poder muitas vezes se reflete em debates sobre patentes, preços de medicamentos, aprovação de novos tratamentos e acesso equitativo aos cuidados de saúde. As empresas frequentemente buscam influenciar decisões políticas que afetam sua lucratividade e operações.    
A indústria farmacêutica é conhecida por sua habilidade em comercializar e promover medicamentos diretamente aos médicos e, em alguns casos, diretamente aos pacientes. O marketing agressivo pode influenciar as práticas de prescrição e o uso de medicamentos, levantando questões sobre a objetividade e a independência dos profissionais de saúde na tomada de decisões. O poder da indústria farmacêutica também traz à tona questões éticas complexas. O conluio entre empresas farmacêuticas e médicos, a ocultação de dados de segurança e eficácia, e a manipulação de pesquisas podem comprometer a confiança do público na integridade da pesquisa e dos profissionais de saúde. A busca por lucros pode, em alguns casos, entrar em conflito com a prioridade de fornecer tratamentos acessíveis e seguros.    
A precificação de medicamentos é um tópico controverso, já que algumas terapias inovadoras podem ter preços extremamente altos. Isso pode limitar o acesso a tratamentos essenciais, especialmente em sistemas de saúde com recursos limitados. Os altos preços também impactam diretamente os sistemas de saúde pública e os seguros privados. 
A regulação da indústria farmacêutica é essencial para equilibrar seus interesses comerciais com o bem-estar dos pacientes e da sociedade. As agências reguladoras desempenham um papel fundamental na aprovação de medicamentos, na avaliação de sua segurança e eficácia, e na fiscalização das práticas comerciais. 
Em última análise, o poder da indústria farmacêutica tem um impacto significativo na saúde e no bem-estar da população global. Equilibrar inovação, interesses comerciais e ética é fundamental para garantir que os medicamentos sejam acessíveis, seguros e eficazes, e que a saúde pública seja preservada. A sociedade, os profissionais de saúde e as empresas farmacêuticas devem trabalhar juntos para enfrentar os desafios e maximizar os benefícios que a indústria farmacêutica pode trazer à saúde mundial. 
Alguns exemplos concretos que ilustram o poder da indústria farmacêutica: 
- Preços de Medicamentos Elevados: Empresas farmacêuticas frequentemente definem preços altos para medicamentos inovadores e patenteados, muitas vezes tornando esses tratamentos inacessíveis para muitos pacientes. O caso da EpiPen, um dispositivo de emergência para alergias, e o aumento acentuado de seu preço nos Estados Unidos, gerou indignação pública e levantou preocupações sobre a influência dos interesses comerciais sobre a saúde das pessoas. [23]
- Publicidade Direta ao Consumidor: Nos Estados Unidos, a indústria farmacêutica é uma das poucas que pode fazer publicidade direta ao consumidor. Isso permite que empresas influenciem os pacientes a solicitar medicamentos específicos de seus médicos, muitas vezes promovendo medicamentos de marca que são mais caros em comparação com alternativas genéricas. [24]
- Lobby Político Intenso: A indústria farmacêutica investe significativamente em atividades de lobby para influenciar políticas de saúde e legislação relacionada a medicamentos. Por exemplo, as empresas podem pressionar por leis que facilitem a aprovação de medicamentos, reduzam regulamentações ou protejam seus interesses financeiros. [25]
- Patentes e Monopólios: A obtenção de patentes para novos medicamentos confere às empresas farmacêuticas o monopólio sobre a produção e distribuição desses tratamentos por um período determinado. Isso permite que eles controlem os preços e inibam a concorrência, contribuindo para preços elevados e acesso limitado. [26]
- Financiamento de Pesquisa Médica e Acadêmica: A indústria farmacêutica muitas vezes financia pesquisas em instituições acadêmicas e médicas. Embora isso possa acelerar o desenvolvimento de novos tratamentos, também pode levantar preocupações sobre conflitos de interesse e viés nos resultados da pesquisa. [27]
- Influência sobre Médicos e Profissionais de Saúde: Através de brindes, viagens, honorários de palestras e outros benefícios, as empresas farmacêuticas podem influenciar médicos e profissionais de saúde a prescreverem seus medicamentos. Isso pode afetar negativamente a objetividade das decisões médicas. [28]
- Aprovação e Regulamentação de Medicamentos: A indústria farmacêutica tem um papel significativo no processo de aprovação de novos medicamentos pelas agências reguladoras. Os laços estreitos entre a indústria e os reguladores podem criar preocupações sobre conflitos de interesse e afetar a objetividade das avaliações de segurança e eficácia. [22]

Esses exemplos demonstram como o poder da indústria farmacêutica pode moldar diversos aspectos da pesquisa, desenvolvimento, comercialização e uso de medicamentos. Embora a indústria seja responsável por inovações valiosas, é essencial equilibrar seus interesses comerciais com a garantia de que os tratamentos sejam acessíveis, seguros e eficazes para todos os pacientes. 

## Iatrogenia
A iatrogenia é um termo que se refere a um tipo de dano ou efeito adverso causado inadvertidamente por uma intervenção médica, seja ela diagnóstica, terapêutica ou preventiva. O termo deriva do grego "iatros" (médico) e "genesis" (origem), indicando a origem médica desses danos colaterais. A iatrogenia pode ser causada por ações médicas, como diagnósticos errôneos, tratamentos inadequados, procedimentos cirúrgicos mal executados ou prescrições de medicamentos incorretas. 
Existem diferentes formas de iatrogenia, e elas podem ocorrer tanto na prática clínica quanto no contexto hospitalar ou de cuidados de saúde em geral. Alguns exemplos incluem: Efeitos Colaterais de Medicamentos )Um medicamento prescrito para tratar uma condição pode causar efeitos colaterais não desejados, muitas vezes em proporções inesperadas); Complicações Cirúrgicas (Um procedimento cirúrgico pode resultar em complicações, como infecções, hemorragias ou danos a órgãos adjacentes); Diagnóstico Errôneo (Um diagnóstico incorreto pode levar a tratamentos desnecessários ou atrasos no tratamento adequado da condição do paciente); Infecções Hospitalares (Pacientes podem adquirir infecções durante uma estadia hospitalar devido à exposição a patógenos ou práticas inadequadas de higiene); Reações Alérgicas (Pacientes podem ter reações alérgicas a medicamentos, materiais de sutura ou outros produtos usados em procedimentos médicos).  
A iatrogenia destaca a importância da prática médica cuidadosa, ética e baseada em evidências. Os profissionais de saúde devem estar cientes dos possíveis riscos associados a suas intervenções e tomar medidas para minimizar esses riscos. Isso inclui a realização de diagnósticos precisos, a avaliação cuidadosa dos benefícios e riscos de tratamentos e a comunicação clara com os pacientes sobre os procedimentos e terapias propostos. 
Prevenir a iatrogenia envolve a boa Educação Médica (Garantir que os profissionais de saúde sejam devidamente treinados e atualizados em práticas clínicas, procedimentos e terapias), Uso de Evidências (Basear a prática médica em evidências científicas sólidas e seguir diretrizes clínicas estabelecidas), Comunicação Efetiva (Fornecer informações claras aos pacientes sobre diagnósticos, tratamentos, riscos e benefícios, permitindo que tomem decisões informadas), Monitoramento e Avaliação (Acompanhar os pacientes durante os tratamentos, estar atento a possíveis complicações e reavaliar abordagens conforme necessário); Melhoria Contínua (Profissionais de saúde devem estar abertos à aprendizagem contínua, à análise de erros e à busca de maneiras de aprimorar a segurança e a qualidade dos cuidados).  
Em última análise, a iatrogenia ressalta a importância da responsabilidade e do compromisso dos profissionais de saúde em proporcionar o melhor atendimento possível aos pacientes, minimizando os riscos e os danos colaterais associados à prática médica. 
Alguns casos notáveis:
Caso de Michael Jackson (2009): A morte do ícone da música Michael Jackson em 2009 lançou luz sobre o abuso de medicamentos e as práticas médicas questionáveis. A autópsia revelou que ele morreu de overdose aguda do anestésico propofol, administrado por seu médico pessoal, Dr. Conrad Murray, para ajudá-lo a dormir. O caso destacou a importância de prescrever medicamentos de maneira responsável e de monitorar de perto os pacientes para evitar riscos de iatrogenia. 
Caso de Dena Schlosser (2004): Em 2004, Dena Schlosser, residente no Texas, cometeu um ato chocante ao cortar os braços de sua filha de dez meses com uma faca. Ela afirmou ter agido sob a influência de vozes divinas. Durante seu julgamento, a defesa alegou que o uso inadequado do medicamento antidepressivo Paxil (paroxetina) contribuiu para sua instabilidade mental, destacando o papel que a iatrogenia pode desempenhar em condições psiquiátricas. 
Caso de David Reimer (1965-2004): O caso de David Reimer chamou a atenção para os riscos da intervenção médica em questões de identidade de gênero. David, um menino gêmeo, sofreu uma circuncisão traumática que resultou em danos irreparáveis em seu pênis. Os médicos sugeriram criar uma nova identidade como menina e submetê-lo a tratamentos hormonais e cirurgias para se tornar "Brenda". O caso ilustra os perigos da iatrogenia quando intervenções médicas bem-intencionadas podem ter efeitos psicológicos devastadores. 
Caso de Tranfusões de Sangue (1980-1990s): Durante os anos 1980 e 1990, houve casos de transmissão do vírus HIV e hepatite C devido a transfusões sanguíneas contaminadas. Isso levou a uma reavaliação dos procedimentos de triagem e testes para doações de sangue, ressaltando os riscos de iatrogenia quando protocolos de segurança não são rigorosamente seguidos. 
Caso de Ebola (2014): Em 2014, um paciente com Ebola foi erroneamente liberado de um hospital em Dallas, nos Estados Unidos, após sua condição ter sido mal avaliada. Isso resultou em um surto secundário, expondo outros profissionais de saúde e pacientes à infecção. O caso ilustra os riscos de iatrogenia em situações de doenças infecciosas e destaca a importância de procedimentos de isolamento e avaliação adequados. 
Esses casos famosos de iatrogenia demonstram a importância de uma prática médica cuidadosa e ética. Embora a iatrogenia seja inevitável em algumas situações, os profissionais de saúde devem sempre buscar minimizar os riscos associados às intervenções médicas, garantindo que os benefícios superem os danos potenciais. Isso ressalta a importância de uma abordagem holística, baseada em evidências e centrada no paciente para proporcionar cuidados de qualidade e segurança. 

## Experimentos e casos antiéticos
Houve vários escândalos notórios ao longo da história que abalaram a confiança no campo da medicina. Esses escândalos variaram em natureza, desde experimentos antiéticos até corrupção financeira.        
Um dos escândalos mais infames ocorreu entre 1932 e 1972 nos Estados Unidos. O Experimento de Tuskegee envolveu o estudo da sífilis em homens afro-americanos pobres do Alabama. Os participantes não foram informados de sua condição real e não receberam tratamento adequado mesmo quando a penicilina se tornou uma opção eficaz. O experimento levantou questões éticas e levou a mudanças significativas nas regulamentações de pesquisa. 
Na década de 1950 e 1960, o medicamento talidomida foi prescrito para tratar náuseas em mulheres grávidas. No entanto, não se sabia que a droga causava graves defeitos congênitos nos bebês. Milhares de crianças nasceram com deformidades graves. Esse escândalo resultou em regulamentações mais rígidas para testes de medicamentos e maior ênfase na segurança do paciente. 
Nas décadas de 1980 e 1990, surgiu o escândalo envolvendo a administração indiscriminada de hormônio do crescimento sintético a crianças que não eram deficientes em crescimento. O objetivo era aumentar a estatura, mas a prática resultou em sérios problemas de saúde, como o desenvolvimento de doenças como Creutzfeldt-Jakob. 
Nos anos 2000, a terapia de reposição hormonal (TRH) para mulheres na menopausa foi questionada após estudos sugerirem que ela estava associada a um aumento do risco de doenças cardíacas e câncer de mama. Essa descoberta teve um impacto significativo nas práticas médicas e na confiança das mulheres na Terapia de Reposição Hormonal.   
O medicamento Vioxx, um anti-inflamatório não esteroidal, foi retirado do mercado em 2004 após estudos ligarem seu uso prolongado a um aumento do risco de ataques cardíacos e derrames. Isso gerou debates sobre a segurança dos medicamentos e a necessidade de vigilância contínua pós-lançamento. 
Surgiram alegações de que o governo chinês estava envolvido em transplantes forçados de órgãos de prisioneiros de consciência, incluindo praticantes do Falun Gong. Isso levantou sérias preocupações sobre a ética médica e a participação de profissionais de saúde em práticas antiéticas. 

## Tráfico de medicamentos
O tráfico de medicamentos é uma atividade criminosa que envolve a produção, distribuição e venda ilegal de medicamentos, incluindo aqueles que requerem prescrição médica. Essa prática não apenas representa uma ameaça à saúde pública, mas também reflete a exploração do poder e influência da classe médica e da indústria farmacêutica para ganhos financeiros ilícitos.  O tráfico de medicamentos pode envolver a produção de medicamentos falsificados, adulterados ou contrabandeados, muitas vezes sem os padrões de qualidade e segurança exigidos. Os medicamentos podem ser vendidos no mercado negro, online ou até mesmo através de canais de distribuição ilegais que se infiltram nas redes legítimas de suprimentos farmacêuticos. 
Alguns casos Notórios de Tráfico de Medicamentos são: 
- Caso Medispan: Nos anos 2000, a empresa farmacêutica Medispan foi acusada de fornecer medicamentos falsificados para tratamento de câncer em hospitais na América Latina. O caso ilustra como as redes de tráfico de medicamentos podem explorar a confiança dos profissionais de saúde e dos pacientes. [45]
- Operação Pangea: A Interpol conduz a Operação Pangea, uma ação internacional destinada a combater a venda ilegal de medicamentos online. A operação já resultou em inúmeras prisões e apreensões de medicamentos falsificados e ilegais em todo o mundo. [46]
- Caso do Viagra Falsificado: Viagra falsificado é um exemplo comum de medicamentos falsificados vendidos no mercado negro. A venda de versões falsificadas de medicamentos populares pode resultar em riscos à saúde dos consumidores. [47]

Para se combater o tráfico de medicamentos várias estratégias podem ser implementadas como regulamentações mais rígidas sobre a fabricação, distribuição e venda de medicamentos são essenciais. As agências reguladoras devem ser dotadas de recursos para fiscalizar e punir as práticas ilegais, a implementação de sistemas de rastreamento e autenticação de medicamentos pode dificultar a entrada de produtos falsificados no mercado. Isso inclui códigos de segurança, embalagens à prova de violação e outras tecnologias de rastreamento. 
Outras estratégias são a colaboração Internacional, pois, o tráfico de medicamentos é um problema global que requer cooperação entre países e agências reguladoras. A troca de informações e ações conjuntas podem ajudar a desmantelar redes criminosas, educar o público sobre os riscos associados ao consumo de medicamentos falsificados é fundamental. Os pacientes devem ser incentivados a adquirir medicamentos apenas de fontes confiáveis e legítimas e a aplicação da Lei, a a aplicação rigorosa da lei é fundamental para deter os traficantes de medicamentos. Isso inclui investigações, prisões e punições proporcionais aos crimes cometidos. O tráfico de medicamentos é uma prática criminosa prejudicial que explora a confiança na classe médica e na indústria farmacêutica. Para combater eficazmente essa prática, é necessário um esforço conjunto que envolva regulamentações robustas, colaboração internacional e conscientização pública. Somente através dessas ações coordenadas podemos proteger a saúde e segurança da população. 

## Prescrição Ilegal de Medicamentos e Conluio com Empresas Farmacêuticas
A prescrição ilegal de medicamentos e o conluio entre profissionais da saúde e empresas farmacêuticas representam sérios desafios éticos e de saúde pública que podem comprometer a qualidade do atendimento médico, a confiança dos pacientes e a integridade do sistema de saúde como um todo. Esse fenômeno não apenas pode resultar em danos diretos aos pacientes, mas também pode minar a credibilidade da profissão médica e prejudicar a busca por tratamentos eficazes e seguros. A prescrição ilegal de medicamentos ocorre quando profissionais da saúde, como médicos e outros prescritores, emitem receitas médicas de forma inadequada, não ética ou fora dos padrões regulatórios. Isso pode incluir prescrever medicamentos controlados sem uma avaliação adequada do paciente, falsificar receitas médicas ou prescrever medicamentos fora das indicações aprovadas.  
Esse comportamento pode ser motivado por diversos fatores, como interesses financeiros, pressões de pacientes ou o desejo de agradar representantes de empresas farmacêuticas. Além de colocar os pacientes em risco, a prescrição ilegal pode contribuir para o uso indevido de medicamentos, resistência antimicrobiana e falhas no tratamento.   
O conluio entre profissionais da saúde e empresas farmacêuticas refere-se à colaboração antiética em que profissionais médicos recebem incentivos financeiros, presentes, viagens ou outros benefícios em troca de promover, prescrever ou recomendar determinados medicamentos ou produtos farmacêuticos. Esse tipo de colaboração pode distorcer as decisões médicas, comprometer a imparcialidade e colocar os interesses financeiros acima dos interesses dos pacientes. O conluio também pode influenciar pesquisas médicas, com resultados de estudos sendo manipulados para favorecer os produtos das empresas envolvidas. Isso pode levar a uma má compreensão dos riscos e benefícios dos medicamentos e comprometer a segurança dos pacientes.  
A prescrição ilegal de medicamentos e o conluio com empresas farmacêuticas têm implicações profundas na saúde pública e na ética médica. Para abordar esses problemas, é necessário: Regulamentação e Fiscalização (As autoridades de saúde devem estabelecer regulamentos rigorosos para a prescrição de medicamentos e monitorar as práticas médicas para garantir a conformidade); Educação Médica (Os profissionais da saúde devem receber educação contínua sobre ética médica, práticas de prescrição responsáveis e os perigos do conluio com empresas farmacêuticas); Transparência e Divulgação (Os médicos devem divulgar quaisquer conflitos de interesse financeiros ou relacionados a empresas farmacêuticas, garantindo a transparência em suas práticas); Incentivos Éticos (Profissionais da saúde devem ser incentivados a tomar decisões baseadas em evidências e no melhor interesse do paciente, em vez de considerações financeiras); Participação do Paciente (Os pacientes devem ser educados sobre os medicamentos que estão sendo prescritos, seus riscos e benefícios, permitindo-lhes tomar decisões informadas).    
A prescrição ilegal de medicamentos e o conluio com empresas farmacêuticas representam ameaças sérias à integridade médica e à saúde pública. A colaboração ética, a transparência e o compromisso em colocar os pacientes em primeiro lugar são fundamentais para manter a confiança na profissão médica e garantir cuidados de qualidade. O conluio entre empresas farmacêuticas e médicos é um fenômeno complexo que pode ter impactos significativos na saúde dos pacientes e na integridade da profissão médica. Esse tipo de colaboração antiética pode influenciar decisões médicas, distorcer a pesquisa clínica e minar a confiança dos pacientes.  Vários casos famosos destacam os riscos e as implicações do conluio nesse contexto:
Caso Vioxx (Rofecoxib): Um dos casos mais notórios de conluio envolve o medicamento Vioxx, um anti-inflamatório da classe dos inibidores da COX-2. A empresa farmacêutica Merck, fabricante do Vioxx, foi acusada de ocultar dados que indicavam um aumento no risco de eventos cardiovasculares associados ao medicamento. Além disso, descobriu-se que a empresa estava envolvida em práticas de promoção agressiva do Vioxx, influenciando médicos a prescrevê-lo. Isso resultou em milhares de mortes relacionadas ao medicamento e levou a processos legais significativos contra a Merck. 
Caso Neurontin (Gabapentina): A Pfizer, uma das maiores empresas farmacêuticas do mundo, foi acusada de promover o uso off-label (fora das indicações aprovadas) do medicamento Neurontin para tratar condições para as quais não tinha sido efetivamente testado. A empresa foi multada em bilhões de dólares por alegações de práticas de marketing enganosas, que incluíam pagamento de incentivos financeiros e benefícios aos médicos para prescrever o medicamento.  
Caso Avandia (Rosiglitazona): A GlaxoSmithKline, outra empresa farmacêutica proeminente, enfrentou controvérsias em relação ao medicamento Avandia, usado para tratar diabetes. A empresa foi acusada de suprimir dados que indicavam um aumento no risco de eventos cardiovasculares associados ao medicamento. O caso ressaltou as preocupações sobre a influência das empresas farmacêuticas na pesquisa médica e nas decisões médicas.  
Caso Subsys (Fentanil Sublingual): O caso Subsys trouxe à tona a questão da promoção agressiva e antiética de opioides. A Insys Therapeutics, fabricante do fentanil sublingual Subsys, foi acusada de subornar médicos para prescreverem o medicamento, mesmo para pacientes que não necessitavam dele. Essa prática contribuiu para a crise de opioides nos Estados Unidos e resultou em processos legais contra executivos da empresa. 
Esses casos famosos de conluio entre empresas farmacêuticas e médicos destacam a importância de regulamentações rigorosas, transparência e ética na prática médica. Profissionais de saúde devem ser incentivados a basear suas decisões em evidências científicas sólidas, enquanto as empresas farmacêuticas devem ser responsáveis por práticas de marketing éticas e divulgação transparente de informações sobre seus produtos. A confiança dos pacientes e a integridade da profissão médica dependem da prevenção do conluio e da promoção de práticas médicas baseadas em valores éticos. 

## Fraude em seguros de saúde
A fraude em seguros de saúde é uma prática criminosa em que indivíduos, incluindo profissionais de saúde e pacientes, deliberadamente enganam as seguradoras ou o sistema de saúde para obter reembolsos ou benefícios financeiros indevidos. Essa atividade está diretamente relacionada ao conceito de "Máfia de Branco," pois envolve a exploração da confiança e influência dos profissionais de saúde para ganhos financeiros ilícitos, prejudicando o sistema de saúde e seus usuários. 
A fraude em seguros de saúde pode ocorrer de várias maneiras, incluindo: (a) Faturamento Falso: Profissionais de saúde podem emitir faturas por serviços ou procedimentos que não foram realmente realizados; (b) Serviços Não Prestados: Pacientes podem alegar ter recebido serviços médicos que nunca ocorreram para receber reembolsos: (c) Prescrições Falsas: Médicos podem prescrever medicamentos ou tratamentos desnecessários para obter reembolsos; (d) Identidade Falsa: Indivíduos podem usar identidades falsas para acessar os benefícios do seguro de saúde; (e) Conluio de Falsificação: Profissionais de saúde e pacientes podem trabalhar em conjunto para criar um cenário de tratamento fictício. 
Casos Notórios de Fraude em Seguros de Saúde são: o Caso do Doutor Morte (Dr. Jayant Patel), o qual, além das acusações de negligência médica, também foi implicado em esquemas de faturamento indevido no sistema de saúde australiano; Operação "Rainha Negra" nos EUA, a qual resultou na prisão de vários profissionais de saúde nos Estados Unidos que estavam envolvidos em um esquema de fraude em seguros de saúde que resultou em milhões de dólares em prejuízos.   

## Desafios
A saúde pública no Brasil enfrenta diversos desafios que afetam tanto a população quanto os profissionais de saúde. Esses desafios incluem a falta de investimento adequado, infraestrutura precária, escassez de recursos humanos, desigualdades regionais e a necessidade de garantir serviços de qualidade para todos os cidadãos. Essa situação tem impacto direto na classe médica e ressalta a importância do compliance no setor de saúde.   
Dentre os principais desafios na Saúde Pública no Brasil, podem se ressaltar: (a) Falta de Recursos: A saúde pública muitas vezes sofre com a falta de financiamento adequado, o que resulta em falta de medicamentos, equipamentos e infraestrutura adequada; (b) Inequidade: O acesso desigual aos serviços de saúde é um problema persistente no Brasil, com disparidades significativas entre áreas urbanas e rurais, bem como entre regiões; (c) Carga de Trabalho: Os profissionais de saúde, incluindo médicos, frequentemente enfrentam cargas de trabalho excessivas, o que pode afetar negativamente a qualidade do atendimento; (d) Qualificação Profissional: A formação e qualificação dos profissionais de saúde nem sempre são padronizadas, o que pode levar a disparidades na qualidade do atendimento; (e) Gestão Ineficiente: Problemas de gestão e corrupção em algumas instituições de saúde pública podem impactar negativamente a qualidade dos serviços prestados.    
A classe médica sofre por diversas dificuldades, dentre elas: (a) Sobrecarga de Trabalho: Médicos muitas vezes enfrentam longas jornadas de trabalho e falta de recursos, o que pode comprometer a qualidade do atendimento: (b) Baixos Salários: Em muitos casos, os médicos que atuam no sistema público enfrentam remunerações inadequadas, o que pode desestimular a prestação de serviços; (c) Falta de Estrutura: A infraestrutura deficiente nos hospitais públicos pode dificultar a realização de procedimentos médicos e afetar a segurança dos pacientes; (d) Pressão Psicológica: A carga emocional de lidar com casos graves e a falta de recursos podem causar estresse e exaustão nos médicos.   
O compliance, que envolve o cumprimento de regulamentos, leis e ética, é crucial no setor de saúde para garantir a qualidade dos serviços e a confiança dos pacientes. No Brasil, a implementação de programas de compliance pode ajudar a abordar problemas como Ética Médica: (O compliance promove práticas éticas entre os profissionais de saúde, garantindo que eles ajam no melhor interesse dos pacientes), Transparência Financeira (Um programa de compliance pode ajudar a prevenir fraudes e desvios de recursos, garantindo que os recursos sejam direcionados para o atendimento aos pacientes), Qualidade dos Serviços (O cumprimento das normas de qualidade e segurança é fundamental para garantir que os pacientes recebam atendimento seguro e eficaz), Gestão Adequada (O compliance ajuda a melhorar a gestão dos recursos e a eficiência das instituições de saúde) e Confiabilidade (Pacientes e profissionais de saúde podem confiar em instituições de saúde que têm um compromisso com o cumprimento de regulamentos e ética).  
A saúde pública no Brasil enfrenta vários desafios, e a classe médica muitas vezes é afetada por essas dificuldades. A implementação de programas de compliance no setor de saúde é fundamental para abordar questões éticas, melhorar a qualidade dos serviços e garantir a confiança dos pacientes e profissionais de saúde. Isso contribui para um sistema de saúde mais justo, eficiente e seguro para todos. 